# Паскуаль, Пётр
Святой Пётр Паскуаль (лат. Petrus Paschasius, исп. Pedro Pascual, кат. Pere Pasqual, 1227, Валенсия — 6 декабря 1300, Гарната) — мосарабский богослов, епископ и мученик. Его существование поставлено под сомнение недавними исследованиями.
Родился в Валенсии при Альмохадах, поступил в Парижский университет в 1238 году, незадолго до того, как Валенсию завоевал Хайме I, король Арагона. Возможно, был каноником в Валенсийском соборе до 1250 года, когда отказался от поста и присоединился к мерседариям в Риме. Позже был наставником сына Хайме I — Санчо, — которому также помогал во время его архиепископства в Толедо. Был известным проповедником в Тоскане и Андалусии, писал богословские трактаты. Подлинность многих приписываемых ему сочинений сомнительна, и возможно, что существовало два автора с одним и тем же именем.
В 1296 году он был назначен епископом Хаэна, но был захвачен Гранадским эмиратом. Провёл в плену три года и был обезглавлен в Гранаде.
Канонизирован папой Климентом X 14 августа 1670 года. День памяти — 6 декабря.